# 1469 Linzia
1469 Linzia (1938 QD) là một tiểu hành tinh vành đai chính được phát hiện ngày 19 tháng 8 năm 1938 bởi K. Reinmuth ở Heidelberg. His name is form thành phố Linz của Áo.